# 东辽县第一高级中学
东辽县第一高级中学，简称“东辽一高”，位于中国吉林省辽源市东辽县。学校始建于1958年，学校在1980年评为85所吉林省重点高中之一。

## 著名教师
杨凯华，县优秀教师，
最美援藏教师，2017年度辽源好人。

2016—2017年度吉林省“一师一优课、一课一名师”活动获奖教师：
- 郑卫丽
- 潘忠臣
- 李晓丽
- 张帆
- 华晔
- 房明亮
- 孙世涛
- 崔鸿雁
- 于欢[5]

## 校园建设

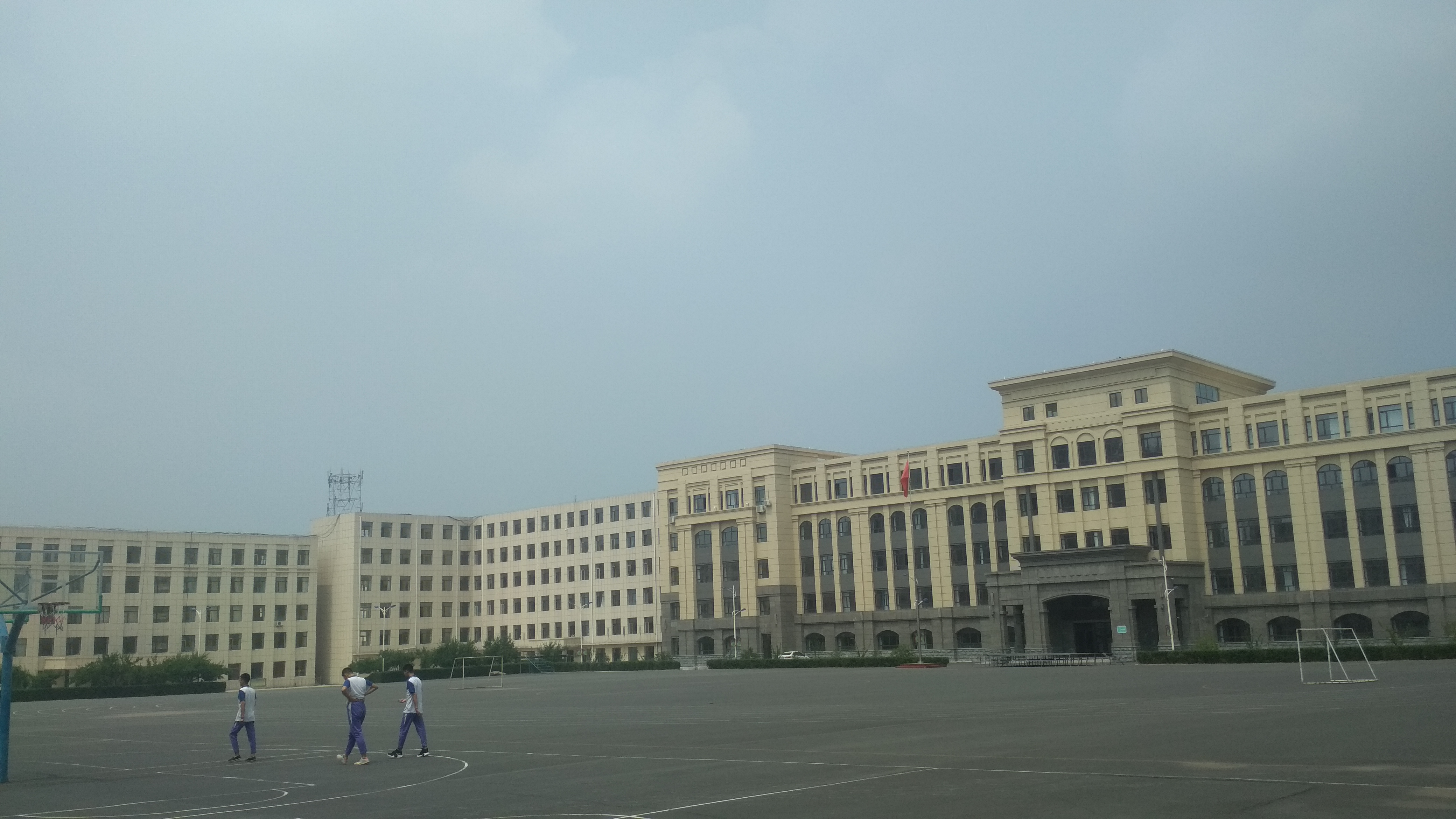
东辽县第一高级中学教学楼

学校于2016年招标重建综合教学楼，并于2017年末完工,建筑面积12330平方米。新楼共六层，分为地上五层，地下一层地下室。

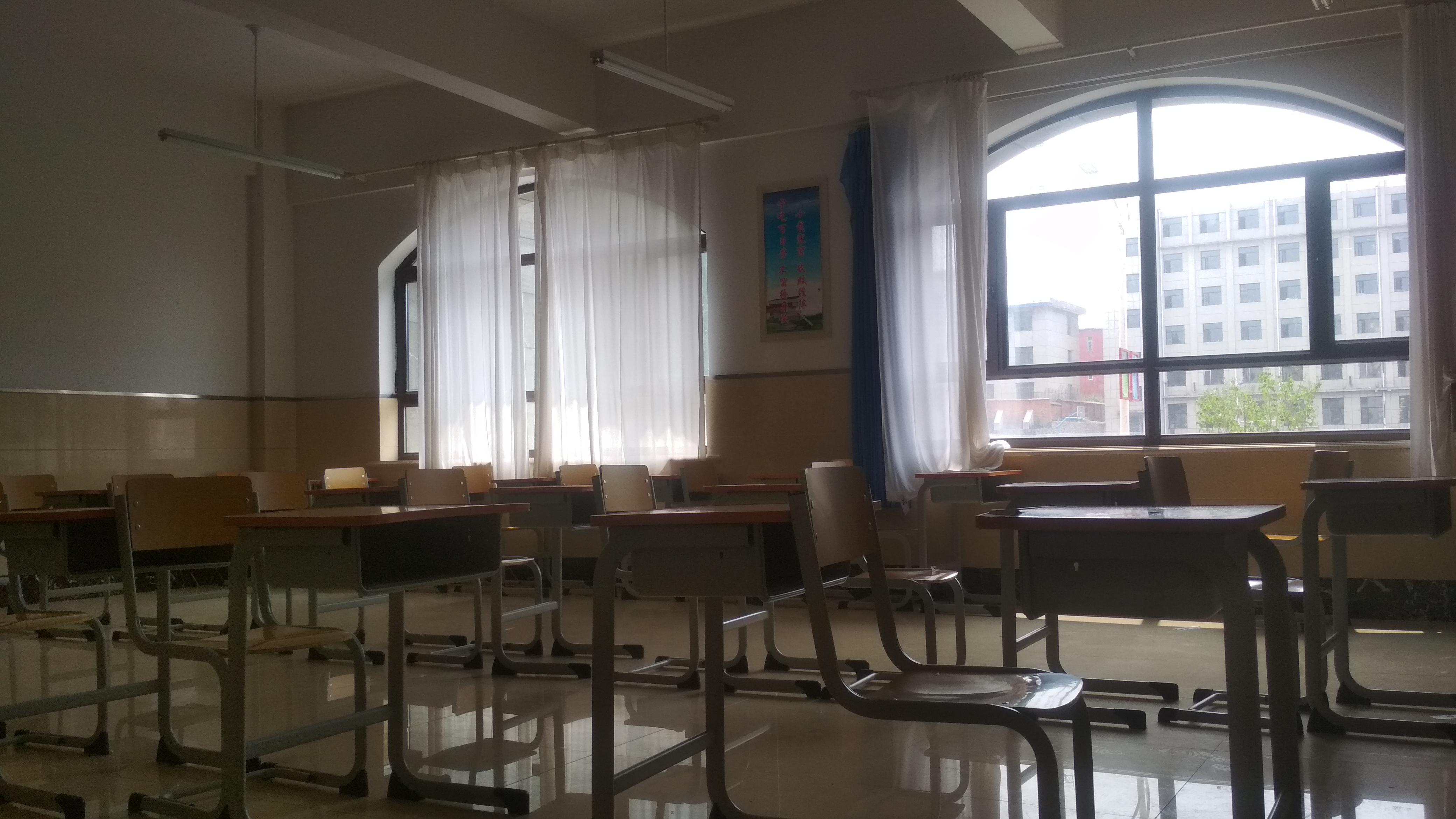
东辽一高新综合楼教室